# Maiores pennas nido
La locuzione latina Maiores pennas nido, tradotta letteralmente, significa (dispiegare) ali più grandi del nido. (Orazio, Epist., I, 20)
La frase, come Orazio diceva della propria vita, si applica a quelle persone che hanno aspirazioni superiori alla loro condizione mediocre.